# Парламентарни избори у Србији 1871.
Законодавна скупштина из 1870, пошто је донела најнужније законе саобразне новом уставу, разишла се; по одредби устава, требало је одмах после тога раописати нове изборе за редовну законодавну Народну скупштину, за период од 1871—1873. Избори су, y целој земљи, извршени 6. августа 1871, по новом изборном закону, по коме је имало да се бира 97 народних посланика, што са бројем именованих посланика (18) износи 115 чланова Скупштине.
По извршеним изборима Скупштина је сазвана у први редован сазив за 1871, на дан 5. септембра исте године. Извршена је, пре свега, верификација мандата.